# سمندر آب‌تراوه
سمندر آب‌تراوه (نام علمی: Desmognathus aeneus)، یک گونه کوچک و خشکی‌زی از سمندرهای خانواده سمندران بی‌شش و بومی ایالات متحده است. آنها در مناطق کوچکی از تنسی، کارولینای شمالی، جورجیا و آلاباما یافت می‌شوند. زیستگاه طبیعی آن جنگل‌های معتدل، رودخانه‌های متناوب و چشمه‌های آب شیرین است. نام خود را از آب‌تراوه‌های اطراف آن گرفته‌است. از نظر ظاهر و تاریخچه زندگی خود بسیار شبیه سمندر کوتوله (Desmognathus wrighti) است. این دو گونه با دیگر گونه‌های Desmognathus تفاوت زیادی دارند. آنها کوچک‌ترین سمندرها در این سرده هستند که طول آنها تنها به اندازه ۳ تا ۳–۵ سانتیمتر (۱–۲ اینچ) است. آنها همچنین تنها دو گونه زمینی هستند که مستقیماً در حال توسعه Desmognathus هستند. با این حال، اغلب دیده نمی‌شود که این دو گونه با هم همزیستی داشته باشند، و از نظر پراکندگی بر اساس ارتفاع متفاوت هستند. اگرچه استثناهایی هم وجود دارد، سمندر تراوش در حال حاضر در رده نزدیک تهدید قرار دارد و تعداد آن در اکثر ایالت‌هایی که در آنها یافت می‌شود در حال کاهش است. با نابودی زیستگاه تهدید می‌شود و قطع درختان تأثیر عمده‌ای دارد.